# チャールズ・スティーブンソン
チャールズ・スティーブンソン（Charles Leslie Stevenson, 1908年 - 1979年）は、アメリカの哲学者。
イングランドでジョージ・エドワード・ムーア、ルートヴィヒ・ウィトゲンシュタインに学ぶ。1936年〜1946年にイェール大学、1946年〜1977年にミシガン大学に務める。メタ倫理学で説得的定義、情動的意味などの概念を提起し、情緒主義を唱えた。

## 主著
- 『The Emotive Meaning of Ethical Terms』（1937）
- 『Persuasive Definitions』（1938）
- 『倫理と言語』（1944）
- 『事実と価値』（1963）